# Arthur Golding
Pour les articles homonymes, voir Golding.
Arthur Golding, né en 1536 et mort vers 1605, est un traducteur anglais.

## Biographie
Arthur Golding est l'un des sept enfants de Sir John Golding et de sa seconde épouse Ursula Marston (décédée en 1564), fille de William Marston de Horton. Il est le demi-frère cadet de Margery Golding, comtesse d'Oxford.
Les préfaces de Golding, secrétaire de Cecil en 1563, montrent qu’il eut pour patrons sir Walter Midmay, lord Mobham, le comte d’Huntingdom, lord Leicester, sir Chr. Halton, lord Oxford et Robert, comte d’Essex.
Il termine la traduction anglaise du traité de Duplessis-Mornay Sur la vérité du christianisme, commencée par Philip Sidney et publiée en 1587.
La première traduction connue de Golding est de 1562. Entre ces deux dates parurent ses autres ouvrages, au nombre de trente environ, dont un seul est original ; c’est un Discourse of the Earthquake that happened in England and other places in 1580 ; 1580, in-12.
À part ce Discours et quelques vers d’éloge en tête de l’Alvearie de Baret en 1580, on ne connaît de Golding que des traductions d’auteurs latins anciens ou modernes et de quelques écrivains français.
Il fait passer en anglais plusieurs traités théologiques de Calvin, Chytræus, Grosseteste et autres controversistes réformateurs.
Il se rend particulièrement utile par ses versions de Justin (1564), de César (1565), de Sénèque (De Beneficiis) (1577), de Pomponius Mela, de Solin (1587) et par sa traduction en vers des Métamorphoses d’Ovide, dont les quatre premiers livres parurent en 1565, et le tout en 1575. Ce dernier ouvrage est le chef-d’œuvre de Golding : d’une versification facile et vive ne s’écartant pas trop de l’original, elle ne fut pas sans influence sur les progrès de la poésie anglaise.
Golding figure en outre dans la Biographia dramatica, comme traducteur du Sacrifice d’Abraham de Théodore de Bèze, 1577, in-8°.

## Sources
- Ferdinand Hoefer, Nouvelle Biographie générale, t. 21, Paris, Firmin-Didot, 1858, p. 94-95.